# Pungsjuka

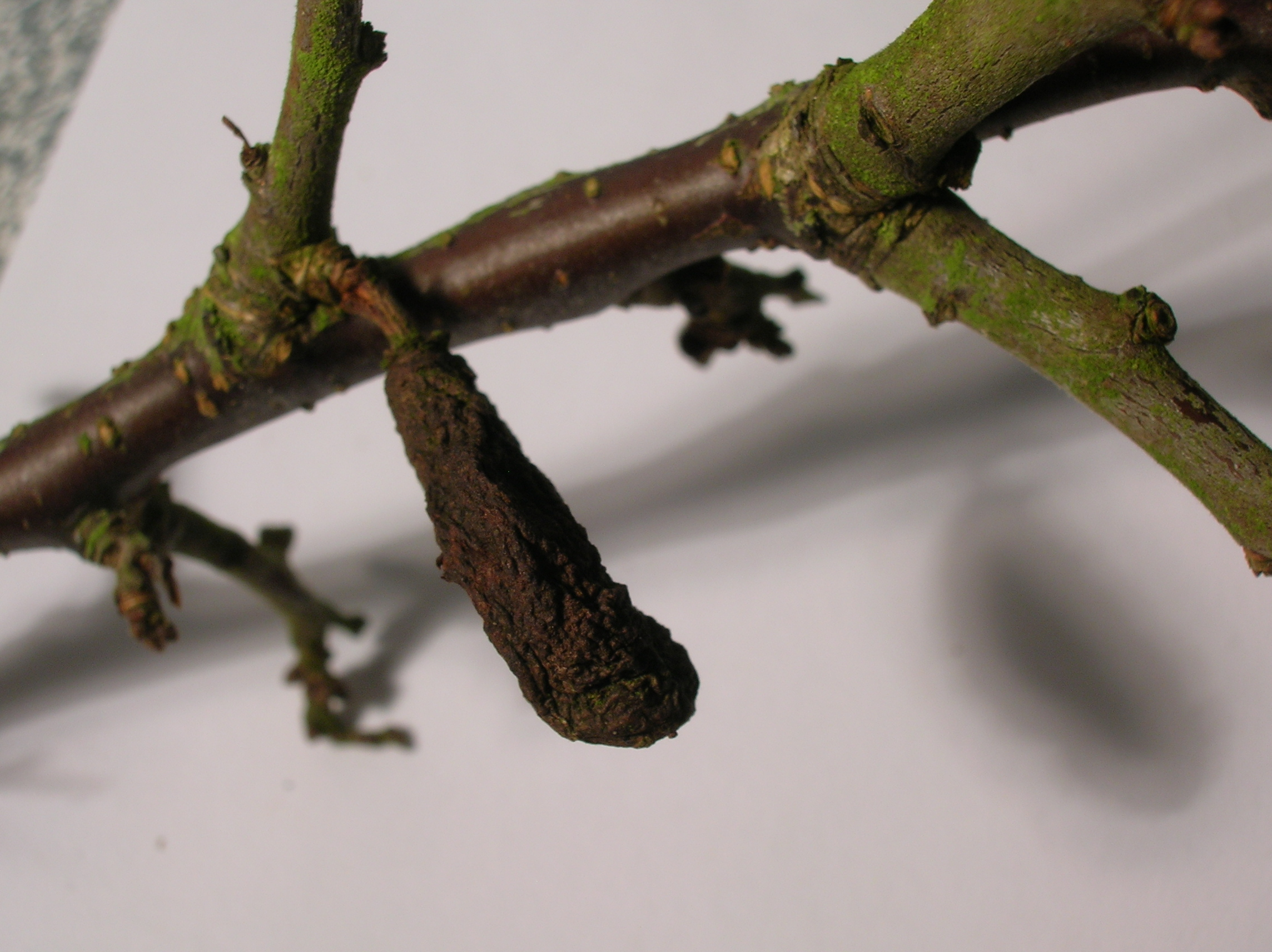
Pungsjuka på slån.

Pungsjuka är en svampsjukdom som orsakas av sporsäcksvampen Taphrina pruni som angriper fruktträd, exempelvis slån, plommon, aprikos och hägg. Frukter och grenar hos angripna individer blir deformerade.
Frukten blir långsträckt och ser ut som en gråröd pung, överdragen med ett sammetsliknande skikt av sporer. Svampens mycelium övervintrar i grenarnas mjukbast.